# Jorge Illueca
Jorge Enrique Illueca Sibauste (Panamà, Panamà; 17 de setembre de 1918 - Panamà, Panamà; 3 de maig de 2012) va ser un polític, ambaixador i advocat panameny. Va ser President de Panamà des del 13 de febrer fins al 10 d'octubre de 1984, reemplaçant constitucionalment al renunciat President Ricardo de La Espriella.
Va ser president del Consell de Seguretat de les Nacions Unides, per rotació mensual, en els anys 1958, 1959, 1976 i 1981. Va ser president de la XXXVIII Assemblea General de les Nacions Unides, el 1983-1984. Va ser part de les negociacions dels nous tractats del Canal designat per Roberto Chiari (1964) i Omar Torrijos (1972). En la presidència de Aristides Royo va ser ministre de Relacions Exteriors.